# Oecanthus capensis
Oecanthus capensis är en insektsart som beskrevs av Henri Saussure 1877. Oecanthus capensis ingår i släktet Oecanthus och familjen syrsor. Inga underarter finns listade i Catalogue of Life.